# 那須清重
那須 清重（なす きよしげ、1945年 <昭和20年> 8月14日 - ）は、日本の公安官僚である。チェコスロバキアへの駐在を経て、国際情報官、公安調査局長となり、国際情報統括トップである公安調査庁幹部・調査第二部長となる。KFE JAPANの顧問も務めた。岡山県高梁市出身。

## 経歴

### 生い立ち
1945年（昭和20年）第二次世界大戦が終戦する前日に、岡山県高梁市で生まれる。1964年（昭和39年）地元の岡山県立高梁高等学校を卒業する。その後、明治大学法学部を経て、明治大学大学院法学研究科へ進学する。卒業論文は、「ケルゼンの「根本規範」とフラーの「法と道徳」との関係」であった。1971年（昭和46年）3月卒業し、博士課程に進学する。その後、1974年（昭和49年）4月、公安調査庁へ入庁する。

### チェコスロバキアへの赴任
公安調査庁へ入庁後、1986年（昭和61年）4月、40歳のときに日本国大使館の一等書記官としてチェコスロバキアへ赴任する。三年間同国に滞在することとなるが、日本とは事情が異なり、隣国と陸続きであるため、住民は平和な状態が続いてほしいとの願いがあったが、他国からの侵攻等により自由と平和が脅かされるのではとの危機感から自信を喪失しているように那須には映った。那須が、同国での仕事に慣れた頃、三帝会戦の地であるアウステルリッツに向かった。しかし、当地はドイツ語のアウステルリッツではなく、チェコ語のスラフコフ・ウ・ブルナという地名に変更されていた。
これらの経験は、那須にとって驚きの経験であった。周囲を海に囲まれた日本においては、固有の領土、固有の地名を意識することは無かったが、大陸では歴史と共に地名も領土も変わるのだと理解した。それから暫くして、今度は、ドイツのドレスデンへ車で向かう機会があり、その途中にテプリツェに立ち寄る。そこは、街並みがドイツそのものであったが、ドイツ人はほとんどいなかった。元々、この地方はチェコの中でも、ドイツ人が歴史的に多数派を占めるズデーテン地方と呼ばれる場所でもあったが、第二次世界大戦後、ドイツが敗戦国となり、ドイツ人が同地から追放され、建物だけが残っていた。
この当時、追放されたドイツ人がまた同地へ戻ってきたときのために、自分たちの家の庭に貴金属を埋めて逃げた。チェコ人はそれを求めて庭を掘り返していたことから、これらはゴールドラッシュと呼ばれていた。しかし、一部チェコ人のこれらの行為は、ドイツ人が東方植民（12世紀～14世紀）時代から、600年以上築き上げてきた当地での土地や財産を略奪する行為であり、これらの過酷な仕打ちをされたドイツ人の怨念が埋まっているとも当地では噂されていた。
そしてドイツ人だけでなく、この当時、日本人がプラハの春という音楽祭の時期に、日本の旅行会社のツアーでチェコスロバキアに来ていたが、町をブラブラ歩いているとチェコ人のスリや略奪の格好の餌食となり、パスポートも取られてしまう。旅券やビザは簡単に再発行できず、当時、チェコスロバキアでは、別途出国ビザがなければ、外国人であっても出国不可能であった。そのため、入国したはいいが、ビザがないと帰国できない仕組みになっていた。泣く泣く取り残された日本人旅行者が何人もおり、大使館員であった那須も、その光景を目にしていた。それは、日本の大企業社員であっても例外ではなく、日本大使館で泣いたり喚いたりしており、那須はこれらの対応にあたった。

### 印象に残った海外赴任での出来事
那須が当地で経験した日本人の困った行動の中で、特に印象に残っている出来事がある。クリスマス・イブに、店で飲みながら余暇を過ごしているとき、病院から電話があった。日本人2人組が乗ったタクシーが事故を起こし、一人は意識不明であると言われた。那須は急ぎ、病院へ向かうが、到着すると2人とも命に別状はないと判明する。無事だった方の日本人は、那須の姿を見るなり安心したようであった。翌日、那須が再度病院へ向かうと、入院している従業員の所属企業の上司が部下の見舞いに来ていた。
意識がある方の社員が、再度病院を見舞いに来た那須に対して、「タクシー会社との交渉等はそちらで落とし前つけてくれるんでしょうね。退屈だから、日本の小説でも持ってきてくれますか。」と、さも当然であるかの様に言われた。これを聞いた、上司が慌てて「どうもすみません。うちでやることですから。」と那須に謝罪していた。しかし、那須は、このような日本人が多いことを知っていた。外国人や目上の上司には、意見が言えない臆病な性格であるが、同じ日本人同胞の公務員に対しては、態度が大きく下人のように扱う姿を見て、日本人らしいなと感じていた。那須は海外駐在で、外国、外国人、日本の立地、日本人の違いについて、別の角度から学ぶことができた貴重な機会であったと述べている。

### 公安のキャリア官僚として
この後、日本に帰国した那須は、1994年（平成6年）4月、48歳のときに国際情報官へ就任する。1995年には、公安調査庁研修所所長、調査第二部参事官、1998年、調査第二部第二課長を経て、2000年4月には、神奈川公安調査事務所長となる。また、大阪高検会計課長を兼務し、2001年（平成13年）4月、55歳で中国地方・公安調査局長となる。
その後も、中部公安調査局長、近畿公安調査局長を経て、2004年（平成16年）4月、那須が58歳のとき、国際情報に精通した人物として、公安調査庁・調査第二部長に就任している。調査二部の業務は、ロシアや北朝鮮、中国等の大使館や海外テロ組織を含めた情報を収集、監視を行っている組織であり、那須は、この部署の全統括であった。同ポストで名が知られている人物は、政治評論家で多数のメディアに出演していた菅沼光弘らがいる。
3年間同ポストを務めたが、この間、2005年（平成17年）3月には、霞水会で「最近の北朝鮮情勢について」と題して講演活動も行っている。2006年（平成18年）4月、法務事務官となり、その後、60歳のときに定年退職している。退職後、2007年（平成19年）3月、KFE JAPANの顧問へ就任する。同社の幹部同僚には、現・参議院議員の松田学（参政党所属）がいる。
また、2015年（平成27年）11月3日、70歳のときに瑞宝中綬章を受賞している。